# Aloe rebutii
Aloe rebutii é uma espécie de liliopsida do gênero Aloe, pertencente à família Asphodelaceae.